# 시카고 (1938년 영화)
《시카고》(In Old Chicago, 인 올드 시카고)는 미국에서 제작된 헨리 킹 감독의 1938년 액션, 드라마, 뮤지컬, 재난 영화이다. 타이론 파워 등이 주연으로 출연하였고 대릴 F. 재넉 등이 제작에 참여하였다. 1871년의 시카고 대화재를 소재로 했다. 개봉 당시 제작 비용이 가장 많이 들어간 영화들 중 하나였다. 아카데미 원작상 후보에 올랐다.

## 출연

### 주연
- 타이론 파워
- 앨리스 페이
- 돈 어미치

### 조연
- 앨리스 브레이디
- 앤디 더바인
- 브라이언 돈레비
- 톰 브라운
- 버턴 처칠
- 시드니 블래크머
- 폴 허스트
- 준 스토리
- 타일러 브룩
- 진 레이놀즈
- 밥스 왓슨
- 스펜서 차터스
- 란도 해턴
- 찰스 레인
- 프랜시스 포드
- 구스타프 본 세이퍼티츠
- 러셀 힉스
- 스코티 매트로
- 클래런스 윌슨
- 웨이드 보텔러

## 기타
- 협력프로듀서: 케네스 맥고언
- 조감독: 로버트 D. 웨브
- 미술: 윌리엄 S. 달링
- 미술: 루돌프 스터내드
- 의상: 로이어